# Медвинське повстання
Медвинське повстання — антиросійське антибільшовицьке повстання українських селян Медвина на Богуславщині у 1919—1922 роках, лояльне до Української народної республіки. Спричинене окупаційною політикою «воєнного комунізму». Кульмінацією повстання було проголошення Медвинської республіки. Придушене окупаційним корпусом РСЧА та російськими спецслужбами.

## Передумови

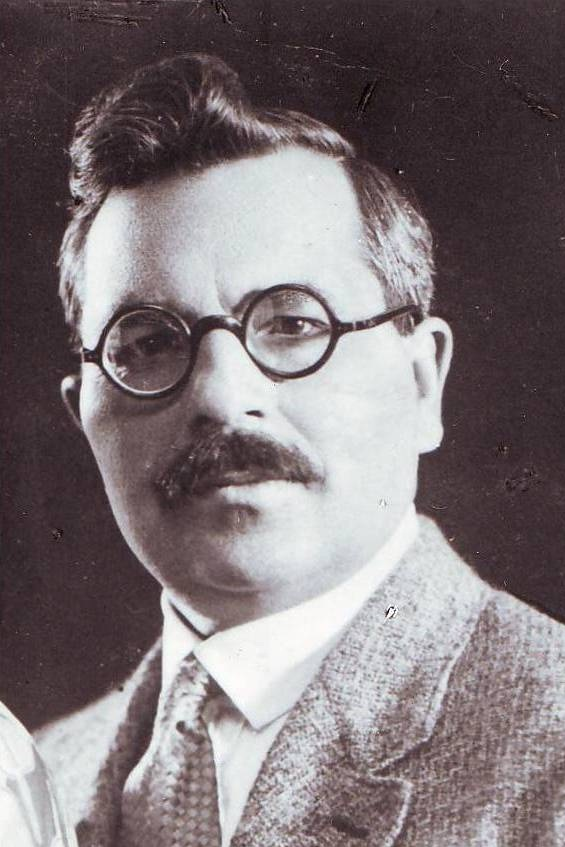
Григорій Пирхавка — один із організаторів антибільшовицького повстання в Медвині та Ісайках в 1919 р.

Події 1917 року в Києві та Петрограді мали відгук і в Медвині. В жовтні 1917 року були припинені всі польові роботи в економії графа Браницького. Селяни, керовані земельним комітетом (Оксентій Тимченко, Ничипір Буря) захопили поміщицькі землі і почали їх розподіл. З цього часу економія перестала існувати. Повністю був знищений і пограбований маєток Браницьких в Турчиному лісі. Почалися самовільні вирубки Гутянського лісу Медвинської волості.
В березні 1918 року Медвин захопили німецькі окупанти, був встановлений жорстокий окупаційний режим. В травні 1918 року — гетьманська влада. Розпущено всі земельні комісії, комендант повіту Неграш наказує селянам обрати делегатів до гетьмана Павла Скоропадського, який має дати «накази». Відомі виступи медвинських селян проти окупаційного режиму німців. В червні 1918 р. за участь у повстанні та агітації проти німецьких окупантів в Каневі був розстріляний житель Медвина Григорій Дубина.
У вересні 1918 року в Медвині перебував Таращанський більшовицький загін. Після скинення влади гетьмана Павла Скоропадського, в грудні 1918 року Медвин опинився під владою Директорії.
Після переходу влади до більшовиків у квітні 1919 року в Медвині та Ісайках створена «Самостійна Медвинська республіка» під керівництвом прапорщика Коломійця та есера Пирхавки, колишнього члена Українських установчих зборів. Повстанці протестують проти більшовицького ладу та запровадженої продрозгортки. Був захоплений Богуслав, вбито 50 червоноармійців, захоплені заручники. Загін повстанців нараховував кілька тисяч осіб. За допомогою інтернаціонального полку угорця Рудольфа Фекете та батальйону Київського повітового військкомату Медвинське повстання було розгромлено.

Наприкінці липня 1919 року повстанці отамана Зеленого перебували на відпочинку в селах Саварці та Синиці, а 29 липня
|  | За даними розвідки банди Зеленого (Данила Терпила) помічені біля сіл Дибенці і Розкопанці, західніше Богуслава. |

Керівники Медвинського повстання. Зліва направо сидять і стоять: Іван Плаксун, Тимофій Хижняк, Омелько Радчук, Хома Сидоренко, Микита Сидоренко, Микола Василенко, сотник Дніпровий (можливо, справжнє прізвище П. Гаєнко).

 В червні 1919 року в Медвині знову встановлена влада більшовиків, були створені комітети бідноти. Проте з початку вересня 1919 року до січня 1920 року село перебувало в руках денікінців. Після визволення села від денікінців було створено Волосний революційний комітет (Тимченко О., Буря Н., Гриб А., Голосний І.).
У червні 1920 року «червоні» увійшли в село вп'яте. Четверо комісарів, що прибули на допомогу місцевому «волревкому», оголосили загальні збори села, вимагали мобілізації молоді до Червоної армії, дуже великого продовольчого податку і «боротьби з місцевою петлюрівщиною». Приводом до повстання стали сільські збори 18 серпня 1920 року, які проводив політком 2-го Канівського продзагону Косагов. Була негайно запроваджена продрозгортка — надзвичайно велика сума продовольчого податку та мобілізація до червоної армії.
Збори були дуже бурхливі, продзагонівці поводили себе дуже зухвало. На запитання: «На який фронт буде мобілізація, коли війна закінчена?», була відповідь: «На колчаковский Сибірський фронт!»

- Чому такий великий податок? Це ж треба у людей все забрати!
- Ми з вас душу витрясемо, а зберемо!
- Чому представники виступають російською мовою?
- Це вам не петлюрівщина! Змусимо забути цю мову, а навчимо розмовляти більшовицькою російською мовою!
Оригінальний текст (рос.)
[
- Чому такий великий податок? Це ж треба у людей все забрати!
-  Мы из вас душу вытрясем, а соберем!
-  Чому представники виступають російською мовою?
-  Это вам не петлюровщина! Заставим забыть этот язык, а научим говорить большевицким русским языком!] Помилка: {{Lang}}: текст вже має курсивний шрифт (допомога)

Продовження зборів було перенесено на другий день. Продзагін на чолі з Косаговим повернувся в Богуслав. На їх місце був направлений другий загін із 5 осіб. Вночі терміново був створений повстанський комітет на чолі з сотником Хомою Лебедем (Сидоренко), начальником штабу Миколою Василенком та пропагандистом сліпим бандуристом Антоном Петюхом (Митяй). За даними обласного архіву керував повстанням полковник Неграш. На другий день були заарештовані продзагонівці і місцеві члени волревкому. На ранок 26 серпня 1920 року стало відомим, що всі вони були розстріляні.

## Медвинська республіка
Того ж дня селяни проголосили республіку і для її оборони довкола села прикопали борони догори гостряками. Були впевнені, що протримаються кілька місяців, а там, мовляв, надійде підмога з сусідніх сіл і підійде військо Петлюри…
З навколишніх сіл — Дмитренок, Гути, Хиженець, Боярки прибували невеликі загони вояків. Повстанці робили «вилазки» в найближчі населені пункти — Луку, Ківшовату, Бране Поле, Вільховець, Стеблів. Знищували мобілізаційні картки, забирали хліб продрозгортки.
Утім зброї у захисників республіки виявилося обмаль (на 1000 добровольців — всього 300 рушниць і трішки набоїв). Коли через кілька днів повстанці напали на цукроварню й роззброїли там кількох більшовиків, про цю подію дізналися в Києві, а невдовзі й у Москві. Більшовики занепокоїлися: приклад Медвина могли перейняти інші села.

Яків Денисенко — учасник антибільшовицького повстання в Медвині з дружиною Гафією Михайлівною.

Після розвідки в село заскочив кінний загін. Нападники спалили Успенську церкву, пограбували кілька обійсть і вбили двох господарів. Після перестрілки відступили. Майже щодня кількасот більшовиків з кулеметами наступали на село. Повстанська розвідка вчасно повідомляла про це, у церквах били в дзвони, селяни кидали роботу й бігли боронитися, переважно з косами й вилами. Селяни героїчно захищали своє село від місцевих більшовицьких груп, лише кадрова дивізія зламала опір селян і оволоділа селом. 10 жовтня — 13 жовтня 1920 року закінчилась операція оточення Медвинської республіки. Медвин був підпалений, згоріло близько 600 хат, захоплений повстанський прапор. Вцілілі загони повстанців відступили до лісу.
Більшовики три дні грабували село. Також зібрали величенький продподаток. Кілька днів ходили більшовики по хатах, шукали повстанців та найбільше їх цікавив домашній скарб. Після сплати великої контрибуції та введення військової влади в селі, прибула секція Губчека. Всіх підозрюваних відправлено до м. Сміли, де засідав військовий трибунал, звідти ніхто не повернувся.
Повстанські загони переформувалися і діяли невеликими силами біля Лисянки, Стеблева та сусідніх з Медвином районах. Саме в цей час більшовики перекидали свої з'єднання на врангелівський фронт і біля Медвина (в урочищі Гударів Яр) був розбитий один з обозів 1 Кінної армії Будьонного. Вся провина впала на медвинців. Зранку 13 жовтня 1920, перед Покровою, зі Звенигородки приїхав до Медвина каральний загін. Більшовики оголосили збір села. Заїжджі відібрали до сотні молодих чоловіків від 18 до 30 років і завели їх до волості. Вмістилося десь із 80, хто менший — протиснувся через вікно, одного 14-річного відправили додому. Комісар заявив: «Ви — відоме бандитське село і маєте повернути все пограбоване з військового обозу». Якщо ж ні, то всім, мовляв, буде таке: вивів з натовпу чоловіка і з нагана стрілив йому в голову. Дав людям одну годину, щоб позносили продукти. Селяни полякалися, розбіглися. Колона заручників була виведена за село і біля урочища Ковтунів лісок порубана. Кільком чоловікам вдалося врятуватися. Вночі місцеві жителі розібрали вбитих і поховали на сільських кладовищах. Всі ці події відбувались у переддень свята Покрови.
Після окупації міні-республіки більшовики ще два десятиліття вишукували і знищували в Медвині всіх, хто хоч якось був причетним до повстання. Загалом у Медвині російські окупанти знищили понад 6 тисяч осіб.
Кобзар Антін Петюх потрапив у засідку 1921 року і застрелився, щоб не датися в руки чекістам. Його бандуру надійно сховали, у 2000 році вона потрапила до Петра Гогулі, нині експонується в Богуславському краєзнавчому музеї.
Після поразки Медвинського повстання, яким керував отаман Хома Лебідь (справжнє прізвище Хома Сидоренко), повстанський загін медвинців на початку вересня відійшов у район Винограда, Боярки та Лисянки. Тут отаман Лебідь (Сидоренко) склав свої повноваження (згодом він емігрував до Польщі), а медвинські повстанці влилися в загін Цвітковського. Його помічником став Платон Слуцький, син медвинського священика, зарубаного будьонівцями. Штаб очолив Микола Василенко (пізніше він написав спогади «Мова про пережите»).
З червня 1921 року в Медвині почала діяти волосна рада, виконком якої очолив В. М. Салата. Головою комнезаму був В. Н. Василенко. 1921 року створений партосередок, а згодом й комсомольська організація. У 1923 році Медвин став районним центром.

### Окремі повстанські акції
- У той самий час, у січні 1921 року на Богуславщині перебувала армія махновців

Махновці рухались через села Бузівку — Юстин-город — Харківку — Іваньки в район Вільхівець (10 верств південно-західніше м. Звенигородка), на з'єднання з повстанцями… Пройшовши по маршруту сіл Лисянка — Почапинці — Комарівка — Сидорова — Биївці — Вільхівець — Іванівка, махновці 6 січня досягли села Межирічі, що на 12 верств південно-західніше м. Канева. Армія замість 5000 чоловік, нараховувала близько 3000 душ, при 200 кулеметах, майже без патронів, при 6 гарматах.Оригінальний текст (рос.)
Махновцы двигались через села Бузовку — Юстин-город — Харьковку — Иваньки в район Ольховец (10 верст юго-западнее г. Звенигородка), на соединение с повстанцами… Пройдя по маршруту сел Лисянка —  Почапинцы — Комаровка — Сидорова — Биевцы — Ольховец — Ивановка, махновцы 6 января достигли с. Межиричи, что в 12 верстах юго-западнее г. Канева. Армия, вместо бувших 5000 человек, насчитывала около 3000 душ, при 200 пулеметах, почти без патронов, при 6 орудиях.

- Загін махновців в селі Вільховціу січні 1921 року стратила групу мародерів — так званих «продармійців». Вони були завербовані у Богуславі, їх очолював політпрацівник з Росії Г. С. Уколов — також страчений. До боротьби в лютому місяці з повстанцями приєдналася 17-та кавалерійська дивізія більшовицької Росії під командуванням Г. І. Котовського.

Захар Миколенко — боєць Медвинської повстанської дивізії.

- В січні того ж року у селі Бороданях місцеві повстанці розправилися над продармійцями Махновим та Іванським. Вбитий уповноважений Давидов, тіло вкинули в ополонку.[15]
- У січні 1921 році в селі Бране Поле вбиті А. М. Хаврюк, К. А. Кучеренко.[16]
- У вересні 1921 року в селі Киданівці частини Н-скої бригади кінноти 26 вересня о 5 годині дня поблизу Киданівського лісу розбили повстанські загони Музики-Біди. Знищено 13 осіб, кількох взято в полон, захоплено 12 коней із сідлами.[17] За спогадами очевидців загиблих було значно більше і розправа сталася в 1920 році будьонівцями за тим самим сценарієм, що й у селі Медвині.[18]
- Наприкінці зими 1922 року рештки медвинських повстанців об'єдналися у групу близько 20 осіб під керівництвом Левченка. Навесні 1922 року між загоном Левченка і міліцією сталися три сутички в Гірчаковому лісі. Влітку 1922 року, боячись репресій з боку влади селяни майже припинили постачання харчів до повстанського загону. В загоні залишилося лише троє. Серед них виявився зрадник (прізвище не відоме), який застрелив вночі своїх побратимів, а сам здався міліції. Міліція «подякувала» зраднику, відправивши його до Богуслава, де він був розстріляний. Так була остаточно знищена група Левченка в Медвині.[19]

До кінця 1922 початку 1923 року силами ГПУ на Богуславщині невеликі повстанські загони були ліквідовані.

## Наслідки
Переслідування повстанців не припинялось і після ліквідації Медвинської Республіки. У березні 1938 року чекісти заарештували шістьох колишніх учасників Медвинського повстання, що залишились живі після розправи 1921 року. Григорія Салату судили 26 березня 1938 року, Трохима Коломійця та Дмитра Салату — 5 квітня, ще трьох медвинців — 10 квітня. За два заходи, 13 квітня й 7 травня усіх було розстріляно.

## Вшанування

Хрест на місці розстрілу 80-ти заручників на околиці с. Медвин

Мешканець Медвина та свідок Медвинського повстання Іван Дубинець у 1952 році в еміграції у США видав книжечку «Горить Медвин». В Україну її привезла у подвійному дні валізи емігрантка Олександра Бражник, яка у 1960-х роках відвідала рідний Медвин. Селяни нишком копіювали книжку, невдовзі її мала ледь не кожна родина.
У 2019 році Наталією і Віктором Горянськими, за сценарієм Марини Гогулі було створено документальний фільм «Медвинське повстання».
Нині у центрі села є пам'ятний знак на честь Медвинської республіки, а на місці розстрілу 80 заручників відновили хрест.
Взимку 2019 року з нагоди 100-ї річниці подій виникла освітня ініціатива «Медвин. Повстання» [Архівовано 29 січня 2022 у Wayback Machine.].

### Відвідини Меморіалу відомими особами
- 2006 — політики Левко Лук'яненко, Степан Хмара, Іван Заєць, Євген Жовтяк.
- 2008 — лідер ВО «Свобода» Олег Тягнибок.
- 2009 — колишній політв'язень Ляхович Микола Петрович, актор театру та кіно Богдан Ступка.

У день річниці Медвинського повстання. 1990 рік.
У день річниці Медвинського повстання. 1990 рік.
Олександра Бражник (третя ліворуч) під час гостини в Медвині. Комусь із медвинців вона залишила книгу Івана Дубинця «Горить Медвин».